# Mühldorf (Alsó-Ausztria)
Mühldorf osztrák mezőváros Alsó-Ausztria Kremsvidéki járásában. 2025 januárjában 1225 lakosa volt. 

## Elhelyezkedése

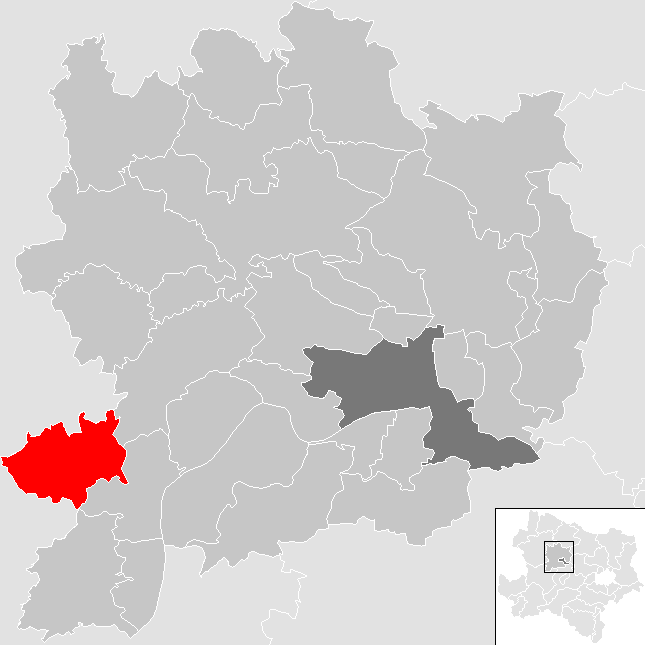
Mühldorf a Kremsvidéki járásban

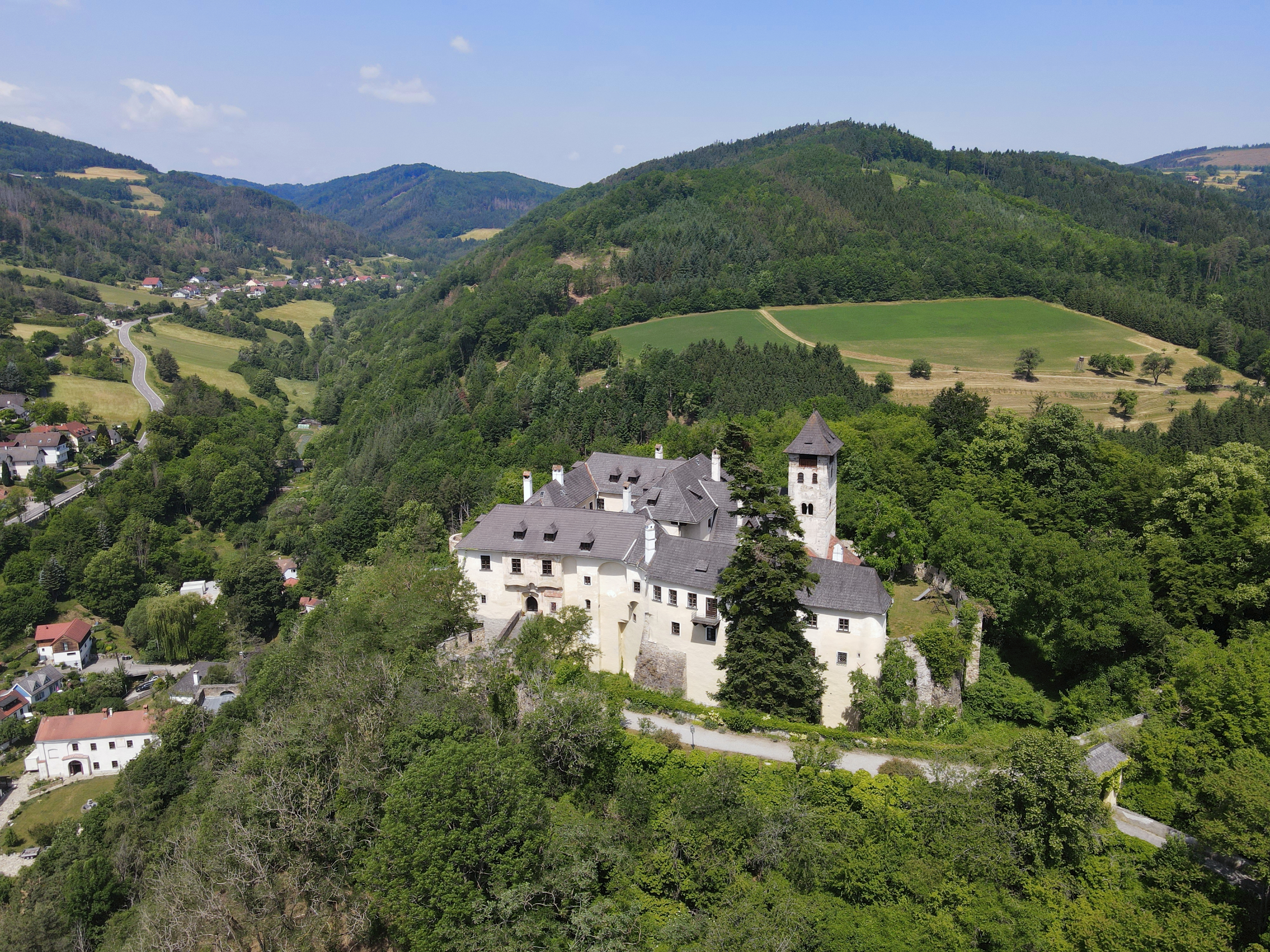
Az oberrannai vár

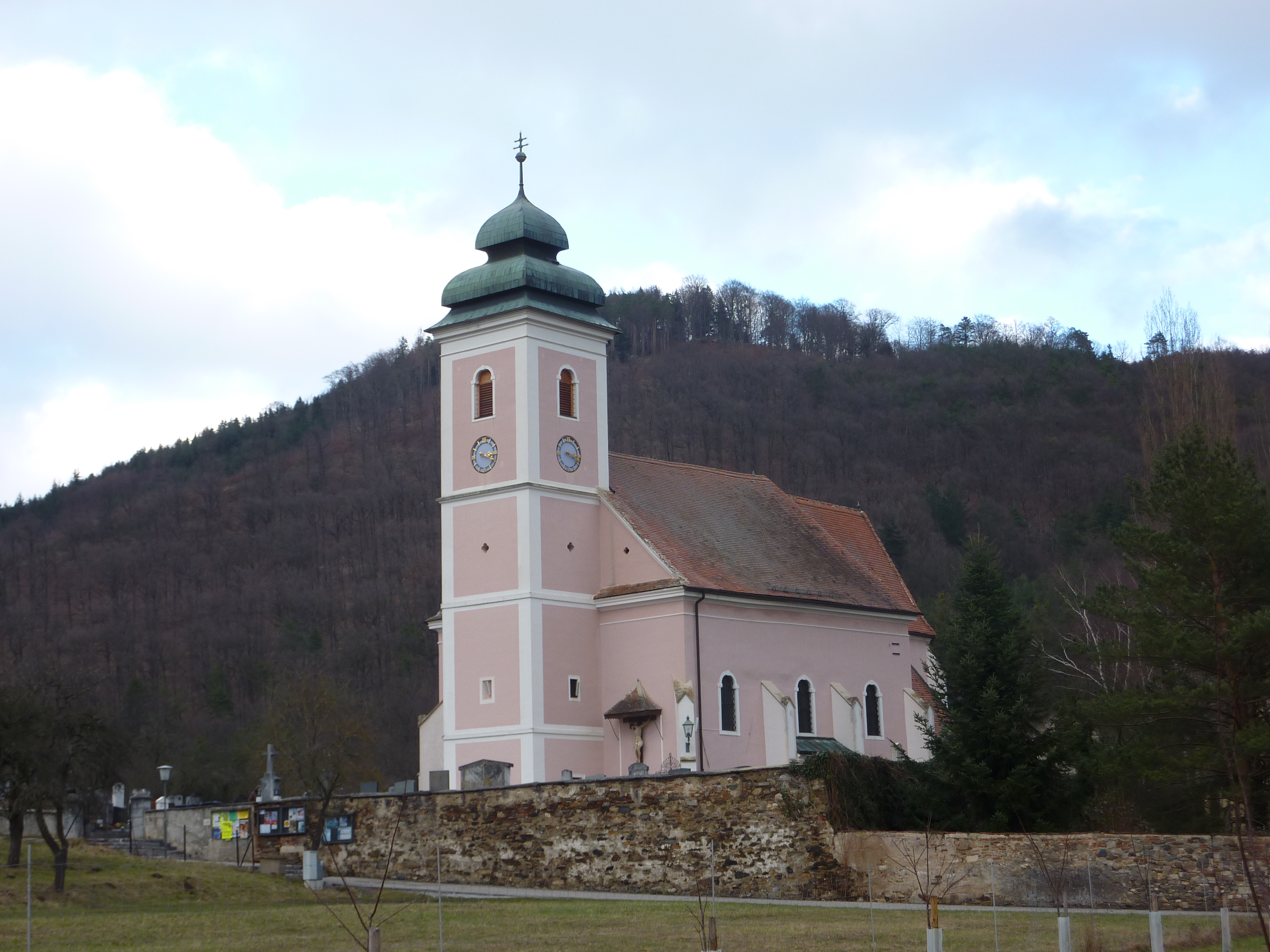
A Szt. Margit-plébániatemplom

Mühldorf a tartomány Waldviertel régiójában fekszik a Spitzerbach folyó mentén. Területének 64,5%-a erdő, 1% szőlő, 29,7% áll egyéb mezőgazdasági művelés alatt. Az önkormányzat 9 települést egyesít: Amstall (36 lakos 2025-ben), Elsarn am Jauerling (137), Mühldorf (306), Niederranna (161), Oberranna (17), Ötz (148), Ötzbach (75), Povat (85) és Trandorf (260). 
A környező önkormányzatok: északra Kottes-Purk, északkeletre Weinzierl am Walde, keletre Spitz, délre Maria Laach am Jauerling, délnyugatra Raxendorf.

## Története
A térségbe a 9. században érkeztek bajor telepesek. Neiderranna Szt. Margit-templomát 865-ben alapították. Mühldorfot 1141/1147-ben említik először, amikor a Kuenringek Niederrannával együtt a göttweigi apátságnak adományozták. 1414-ben pálos kolostort alapítottak Unterrannában, amelyet II. József 1783-as egyházrendeletét követően felszámoltak. A térség több földbirtokos között oszlott meg, a két legnagyobb a rannai uaradalom és a göttweigi apátság voltak. A feudális birtokrendszer 1848-as megszűnését követően három község alakult meg: Elsarn am Jauerling, Mühldorf és Trandorf; ezek 1972-ben egyesültek a mai önkormányzattá. A környező hegyekben 1831-ben grafitbányát nyitottak, amely 1968-ig működött. 1886-ban Mühldorfban alapították meg a Raiffeisen Bankot. 

## Lakosság
A mühldorfi önkormányzat területén 2025 januárjában 1225 fő élt. Lakosságszáma 1971 óta csökkenő tendenciát mutat. 2023-ban az ittlakók 96%-a volt osztrák állampolgár; a külföldiek közül 1,1% a régi (2004 előtti), 2,3% az új EU-tagállamokból érkezett. 0,2% a volt Jugoszlávia (Horvátország és Szlovénia kivételével) vagy Törökország; 0,4% egyéb ország polgára volt. 2001-ben a lakosok 93,6%-a római katolikusnak, 2% evangélikusnak, 0,2% ortodoxnak, 0,1% mohamedánnak, 3,3% pedig felekezeten kívülinek vallotta magát. Ugyanekkor egy magyar élt a mezővárosban; a legnagyobb nemzetiségi csoportot a német anyanyelvűeken (99%) kívül a csehek alkották 3 fővel.  
A népesség változása:

| 2016 | 1 386 |
| 2018 | 1 331 |

## Látnivalók
- az oberrannai vár
- Trenninghof kastélya
- a prandhofi kastély
- a niederrannai Szt. Margit-plébániatemplom
- a trandorfi Szt. Ulrik-templom
- a pékmúzeum